# Conflans-en-Jarnisy
Conflans-en-Jarnisy is een gemeente in het Franse departement Meurthe-et-Moselle (regio Grand Est). De gemeente telde 2.378 inwoners op 1 januari 2022.
De gemeente maakt deel uit van het arrondissement Briey en sinds 22 maart 2015 van het op die dag opgerichte kanton Jarny. Daarvoor was het de hoofdplaats van het kanton Conflans-en-Jarnisy, dat toen opgeheven werd.

## Geografie
De oppervlakte van Conflans-en-Jarnisy bedroeg op 1 januari 2022 8,71 vierkante kilometer; de bevolkingsdichtheid was toen 273 inwoners per km².

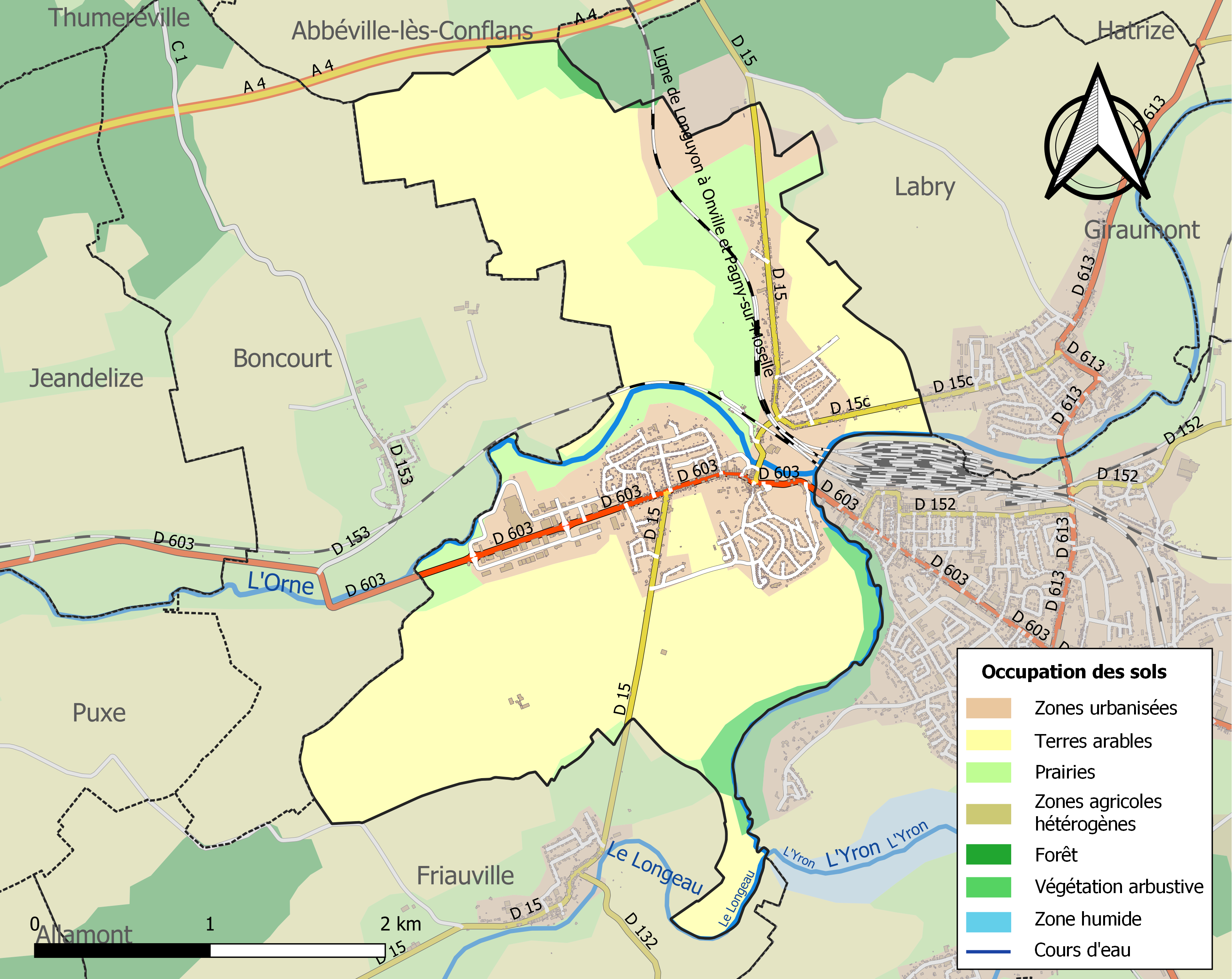
Kaart van de gemeente met de belangrijkste infrastructuur, bodemgebruik en omliggende gemeenten

## Geschiedenis
Tijdens de Eerste Wereldoorlog was het station van Conflans-en-Jarnisy het eindstation van de treinen met Belgische arbeidskrachten die door de Duitsers waren opgeëist. Belgische opgeëisten werden ondergebracht in een Zivilarbeiter Bataillon en moesten in de buurt van Conflans bossen kappen, nieuwe wegen en spoorwegen aanleggen en loopgraven bouwen. De levensomstandigheden in de werkkampen waren zo erbarmelijk dat heel wat opgeëisten het leven lieten door honger, mishandelingen en uitputting. De meeste Belgische opgeëisten waren afkomstig uit de streek van Geraardsbergen en Ninove.

## Demografie
Onderstaande figuur toont het verloop van het inwonertal (bron: INSEE-tellingen).